# 焼売

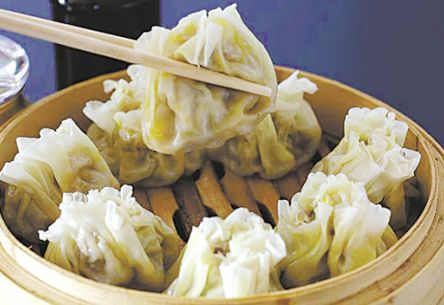
内モンゴル自治区における焼売

焼売（しゅうまい、広東語: シウマイ）は、豚の挽肉を小麦粉の皮で包み蒸し調理した中華料理の点心と日本では認識されている。後述のように豚肉以外の肉を使うこともあり（肉類を使わないものもある）、皮も小麦粉以外のこともあれば皮を用いない焼売もあり、明確な定義は存在していない。

## 名称
江蘇省、浙江省、安徽省、広東省などでは「焼売」と呼ばれ、北京などでは「焼麦」と呼ばれる。「焼売」と「焼麦」は同音である。
焼売の語が確認できる最古の史料は14世紀元朝時代の高麗で発刊された『朴通事』で、そこには元の大都で「素酸馅稍麦」を販売する店があったことが記されている。「稍麦」も「焼売」と同音である。ここで記載されている「稍麦」は薄切り肉またはくず肉を小麦の麺で包んで蒸しあげた料理であった。
清代の『證俗文』（郝懿行著）巻一には「ザクロの花の形状をした外皮が非常に薄い肉の詰め物」として「焼麦」の記載がある。
明代の長編小説『金瓶梅』四十二回には「桃花焼売」を登場人物が食する描写があり、18世紀の中国清代中期に成立した白話小説『儒林外史』の第10章にも餃子と共に豚肉を用いた焼売を登場人物が食する描写がある。
清6代乾隆帝が揚子江の南へ行った際に食したメニューの中には「豚肉とホウレンソウの稍麦」が何度も出てきている。
中華人民共和国の広州や香港では広東語で「シウマイ」と発音されている。日本語は広東語の発音を外来語として取り入れているが「シュウマイ」と発音されることが多い。「シューマイ」などの表記揺れがある。崎陽軒の「シウマイ」表記は初代社長が栃木訛りで「しゅー」の発音ができなかったことに由来する。
標準中国語（普通話）では「シャオマイ」と発音し、同音の「燒麥（簡体字: 烧麦）」の字を当てる場合がある。
中国の北方では「燒麥」と表記し、南方では「焼売」と表記する。用いる食材も、北方は羊肉、ネギ、大根が用いられるのに対し、南方では豚肉やもち米が用いられる。

### 名称の由来
名称の由来には諸説あり、以下に一例を挙げる。
- 中国では、病害を受けて黒くなった麦の穂は、伝染を防止のためにも焼かれていた。その形に似ているところから焼麦と名付けられた[8]。

## 調理法
蒸すことが多いが、鉄板で加熱する「焼き焼売」、油で揚げる「揚げ焼売」、スープに入れる「水焼売」などもある。これらと区別するために「蒸し焼売」と呼ぶこともある。
日本ではおでん種として煮込みに使われることもあり、コンビニエンスストアで販売されているおでんには焼売を練り物で巻いた「シュウマイ巻」を販売しているところもある。

## 各地の焼売
17世紀末、清朝初期に現在の中国内モンゴル自治区西方で誕生したと考えられている。それが瀋陽、北京、天津へと広がり、さらに浙江、江蘇、広東と南方へと広まっていった。
瀋陽市には1796年の清朝時代に創業と言われる焼売屋があり、初代・馬春は一輪車で牛肉と羊肉を用いた焼売（焼麦）を販売して人気を博していたと言われる。
香港では「干蒸燒賣」というエビシュウマイが定番となっている。
豚の挽肉と白菜などの野菜を主体とし、練り合わせて味付けした餡を中身にし、薄い小麦粉の皮で短い円柱状に包み、蒸籠や蒸し器などで蒸かして仕上げる。好みで酢・醤油・辛子など調味料をつけて食べる。なお、中身にエビ、カニ肉や牛肉を加えたり、包む皮の代わりにもち米をまぶすなどのバリエーションもある。
同じ点心の一つとして扱われる餃子との違いは、皮が薄い四角形（丸い皮もある）で、中に澱粉がやや多く配合されていること、必ず最初は蒸して調理すること、塩味などの味付けが強めで調味料で味付けせずに食べることもできるという点などが挙げられる。中国では蟹みそを付けたり、何も付けない例が多い。
北京風の「燒麥」は皮の大きさが大きめで、中の具よりもはみ出た感じの形の物が多く、中身ももち米を入れている場合が多い。
上海には「香港式焼売・広東式焼売」と呼ばれるものがあるが、切った細巻きのように見える焼売の具を使用した蒸し料理である。
中国南部ではもち米を具材に用いることが多く、もち米を焼売に必須と考える人もいる。

### 日本のシュウマイ

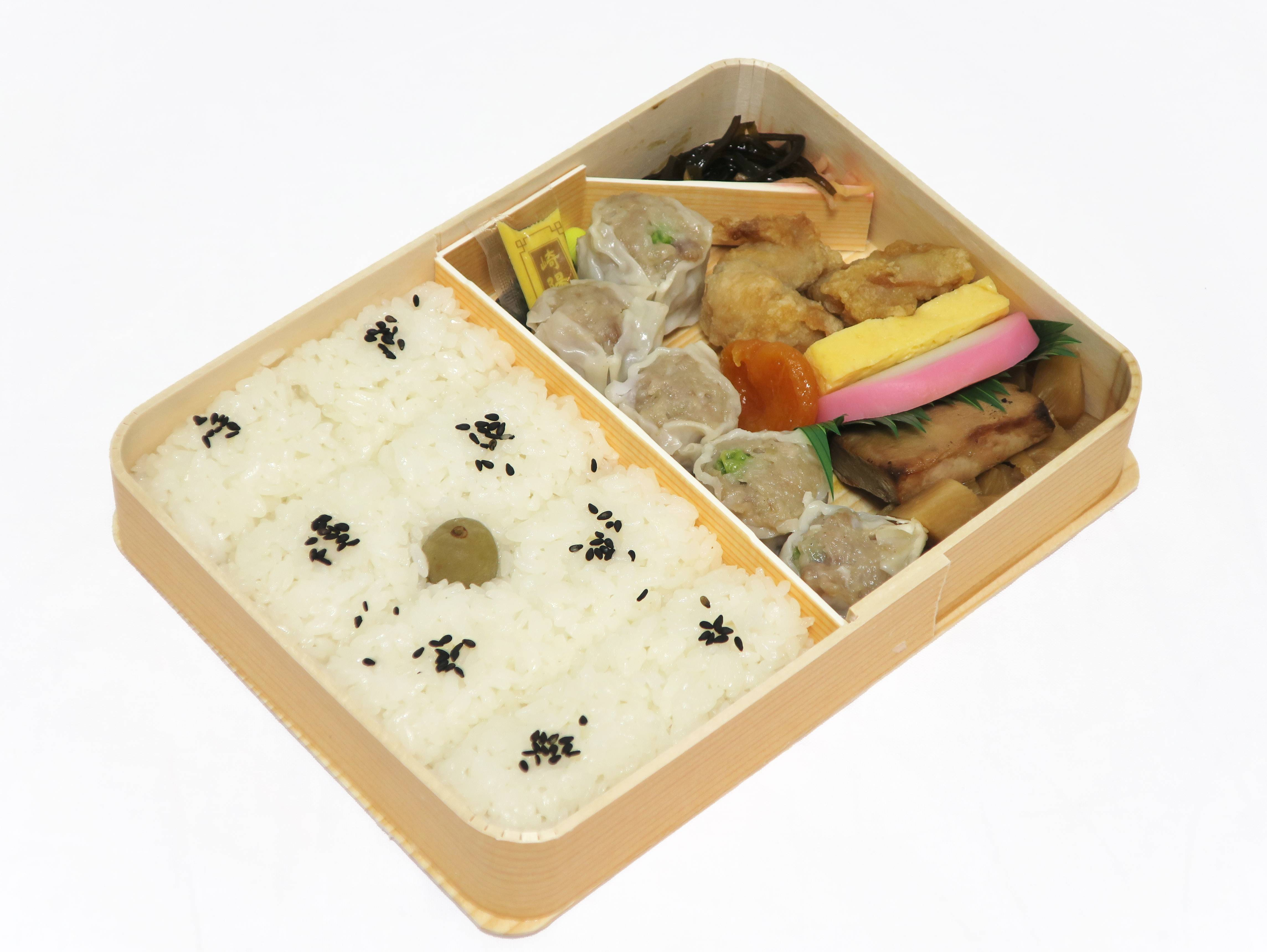
焼売をおかずに入れた弁当商品（崎陽軒の駅弁・シウマイ弁当）

日本では横浜市伊勢佐木町の「博雅亭」が1899年に初めて焼売を製造販売したとされている。1908年に崎陽軒が開業し、駅弁「シウマイ弁当」を販売するなど、焼売の知名度向上に寄与する。
『主婦之友』（主婦之友社）1938年新年号の付録「冬の和洋料理千種の作方」には餃子、焼売のレシピが掲載されている。その中で「変わりシューマイ」とされているものは餃子の餡のレシピに片栗粉を加えたもので、皮の包みかたも餃子状であり、蒸し餃子と呼べるものとなっている。また、「即席シウマイ」というレシピでは皮を用いず、団子状にした具にメリケン粉を厚めにまぶして蒸し上げる料理である。こういった皮を用いない「即席シウマイ」のレシピは1965年頃（昭和40年代）までの料理本にはよく掲載されていた。
昭和30年代に、学校給食用としてシュウマイが提供されるようになった際に、ショートケーキに載せるイチゴをイメージして、彩りとして頭頂部にグリーンピースが載せられるようになった。しかし、時代とともに販売されるシュウマイの種類が増えていき、認知度が高まると、グリーンピースを載せる必要性がなくなり、グリーンピースを載せたシュウマイは減っていった。2018年7月27日に放送されたテレビ番組「タモリ倶楽部」では、当時発売されていた冷凍シュウマイ7種においてグリーンピースが載っているかどうかを調査したところ、全ての冷凍シュウマイでグリーンピースが載っていないという結果になった。もっとも、崎陽軒のように具に混ぜてしまうもののグリーンピースを入れる店舗も健在であり、全く姿を消したわけではない。
焼売の調理法としては、蒸して仕上げるほかに油で揚げる「揚げ焼売」、餃子と同様に焼いて食べる、おでんの種や鍋料理の具など煮物に使用する事もある。餃子同様にチルド製品や冷凍製品、または調理済みのものを店で購入することもよく行われている。
総務省統計局の2015年 - 2017年「家計調査年報」では、家計における焼売への支出金額は都道府県庁所在市及び政令指定都市の中で神奈川県横浜市が首位である。
佐賀県唐津市の呼子町では、特産品のイカを使った「いかしゅうまい」が人気となっており、全国区に広がっている。栃木県足利市には肉の入っていない「足利シュウマイ」がご当地グルメとして存在する。同県鹿沼市では、崎陽軒の初代社長の出身地であることにちなんで、「シウマイのまち」を目指す動きがあり、崎陽軒もシウマイ像設置の許可や「シウマイ」の表記を提供するなど、鹿沼での町おこしに協力している。